# 藤和那須リゾート
藤和那須リゾート株式会社（とうわなすリゾート）は、栃木県那須郡那須町に本社があるリゾート事業会社。親会社は日本駐車場開発株式会社の完全子会社である日本テーマパーク開発株式会社。

## 概要
那須高原で大規模分譲別荘地「藤和那須ハイランド」の販売・管理を行っている。また、隣接地では北関東最大級の遊園地「那須ハイランドパーク」や温泉・スポーツ施設を備えたコテージの運営を行っている。開発総面積は800万m2（東京ドーム171個分。※遊園地・コテージ含む）。

## 歴史
- 1964年（昭和39年） - 藤和不動産（現・三菱地所レジデンス）が那須高原で総面積250万坪のリゾート開発に着手
- 1969年（昭和44年） - 藤和那須管理（現・藤和那須リゾート）を設立し、藤和那須ハイランドの営業と別荘の建設・販売を開始
- 1974年（昭和49年） - 藤和那須ハイランドロッジ（現・TOWAピュアコテージ）の営業を開始
- 1979年（昭和54年） - 那須ハイランドパークを拡充し、ジェットコースターを中心とするアトラクションの導入を開始
- 1987年（昭和62年） - 現社名に変更
- 1994年（平成6年） - TOWAピュアコテージの敷地内に温泉棟が完成
- 1995年（平成7年） - 那須ハイランドパークの年間入場者数が100万人突破を達成
- 2003年（平成15年） - 那須ハイランドパークに、世界的な知名度を誇るブロック玩具「レゴ」（Lego）をテーマとした「レゴミュージアム」を日本で初めてオープン
- 2004年（平成16年） - 那須ハイランドパークに新アトラクションをオープン
- 2005年（平成17年） - レゴミュージアムを進化させた「レゴスタジアム」を完成
- 2011年（平成23年） - 「レゴスタジアム」を閉館
- 2012年（平成24年） - BANDAI・キャラクタートイスタジアムを開館
- 2016年（平成28年） - 三菱地所レジデンスが全株式を日本テーマパーク開発株式会社（日本駐車場開発株式会社の完全子会社）に譲渡。

## 藤和那須ハイランド
国内有数の大規模別荘地で、総区画数は5000区画を数える。開発着手から45年以上を経過した現在でも、別荘用の土地区画販売、別荘の建売等を行っており、東北自動車道を利用してダイレクトアクセスが可能な首都圏在住者に人気の別荘地となっている。

## 那須ハイランドパーク
北関東最大級の遊園地。「8大コースター」と銘打って、様々なコースター系アトラクションを設置していることで有名。在京テレビ局の遊園地ロケで利用されることも多い。毎年、1月上旬から2月下旬の期間は、閉園となる場合があるので注意が必要。
- アトラクションの詳細は、那須ハイランドパークを参照。

## TOWAピュアコテージ
那須ハイランドパーク オフィシャルホテル。コテージだけでなく、貸別荘やグランピングなど200以上の客室を備え、多種多様な宿泊プランがある。ペット同伴で宿泊できる部屋もある。掛け流し露天風呂のある温泉や、テニスコート・サッカーグラウンド・ドッグラン等もあり、那須高原への旅行者やパーク来場者・学生の合宿等に利用されている。食事プランも豊富で、夕食にはBBQ・しゃぶしゃぶ・すき焼き・季節の鍋会席があり、朝食には洋食レストランがある。那須高原の景色や自然を感じられることが魅力。なお、宿泊者は那須ハイランドパーク・りんどう湖ファミリー牧場の入園料が無料（アトラクション利用料別途）になる。他にも、森の空中アスレチックNOZARUでの割引など周辺施設で使えるサービスも充実。
藤和那須ハイランド温泉
- 泉質 - ナトリウム・マグネシウム・カルシウムー炭酸水素塩・塩化物泉（低張性中性低温泉）
- 泉質別適応症（効能） - きりきず、末梢循環障害、冷え性、うつ状態、皮膚乾燥症
- pH - 6.3

## アクセス
自動車
- 東北自動車道「那須IC」（インター）から約20分。もしくは東北自動車道「黒磯板室IC」から約30分。

鉄道
- JR宇都宮線「黒磯駅」下車。駅前から関東自動車バス「那須ハイランドパーク」行に乗車。

高速バス
- 2019年JR東京駅バスターミナルより直行便の「那須ハイランドパーク号」が関東自動車により開始。